# Хмелюв (Піньчовський повіт)
Хмелюв (пол. Chmielów) — село в Польщі, у гміні Дзялошиці Піньчовського повіту Свентокшиського воєводства.
Населення — 172 особи (2011).
У 1975-1998 роках село належало до Келецького воєводства.

## Демографія
Демографічна структура на день 31 березня 2011 року:
|          | Загалом | Допрацездатний вік | Працездатний вік | Постпрацездатний вік |
| -------- | ------- | ------------------ | ---------------- | -------------------- |
| Чоловіки | 91      | 23                 | 51               | 17                   |
| Жінки    | 81      | 19                 | 38               | 24                   |
| Разом    | 172     | 42                 | 89               | 41                   |